# Trichomanes lozanii
Trichomanes lozanii là một loài dương xỉ trong họ Hymenophyllaceae. Loài này được M.T. Murillo mô tả khoa học đầu tiên năm 1992.
Danh pháp khoa học của loài này chưa được làm sáng tỏ. 